# Freedom (canción de Beyoncé)
«Freedom» es una canción de la cantante estadounidense Beyoncé con la participación del rapero estadounidense Kendrick Lamar. Es la décima pista de su sexto álbum de estudio, Lemonade (2016), lanzado a través de Parkwood Entertainment y Columbia Records. El vídeo musical de la canción es parte de la película Lemonade de Beyoncé de 2016, transmitida por HBO junto con el lanzamiento del álbum. Desde entonces, la canción se ha convertido en un himno para varios movimientos sociales y políticos.
Beyoncé interpretó la canción en vivo como parte del set list de The Formation World Tour (2016) y en los Premios BET 2016 con Lamar. Recibió una nominación a la Mejor Interpretación Rap/Cantada en los Premios Grammy de 2017.
La canción contiene muestras de «Let Me Try» (1969), «Collection Speech/Unidentified Lining Hymn»(1959) y «Stewball» (1947), interpretadas por el prisionero «22» en la Penitenciaría Estatal de Misisipi en Parchman.

## Antecedentes
El 7 de febrero de 2016, Beyoncé actuó en el espectáculo de medio tiempo del Super Bowl 50 con Coldplay, Bruno Mars y Mark Ronson. Entró debutando con un nuevo sencillo, «Formation», que luego sería recontextualizado como el sencillo principal de Lemonade (2016). Inmediatamente después de la actuación, se emitió un comercial que anunciaba The Formation World Tour con el entonces desconocido instrumental de «Freedom»

## Vídeo y lanzamiento
«Freedom» se lanzó dentro de Lemonade el 23 de abril de 2016. La película del álbum del mismo nombre se emitió simultáneamente en HBO. La película incluye el vídeo musical de «Freedom», que se ha transmitido exclusivamente en Tidal desde entonces. En el tercer aniversario de Lemonade, el álbum estuvo disponible en todos los servicios de transmisión de música. Sin embargo, la película y, por extensión, el vídeo musical de «Freedom», todavía están exclusivamente en Tidal.

## Composición
«Freedom» contiene tres muestras musicales: «Let Me Try», escrita por Frank Tirado, interpretada por Kaleidoscope; «Collection Speech/Unidentified Lining Hymn» (1959) y grabado por Alan Lomax, interpretado por el reverendo R. C. Crenshaw; y «Stewball» (1947), grabada por Alan Lomax y John Lomax, interpretada por el prisionero «22» en laPenitenciaría Estatal de Misisipi.
Arrow Benjamin, quien colaboró con Beyoncé en «Runnin' (Lose It All)» del músico Naughty Boy en 2015, actuó como corista de la canción. Marcus Miller y Canei Finch tocaron el bajo y el piano adicional en «Freedom».
«Freedom» fue mezclada y grabada por Stuart White en Pacifique Recording Studios y The Beehive respectivamente. Su ingeniería de audio fue finalizada por Ramón Rivas con la asistencia de John Cranfield. Boots y Myles William fueron responsables de la programación, mientras que Dave Kutch masterizó la canción en The Mastering Palace NYC en North Hollywood, California.

## Recepción de la crítica
«Freedom» fue recibida con elogios de la crítica. Consequence of Sound la nombró la mejor canción de 2016. Fue votado como el 36.º mejor sencillo de 2016 en la encuesta anual Pazz & Jop de The Village Voice.
Pitchfork nombró la canción «Mejor pista nueva» en el lanzamiento, y el editor Britt Jullious comentó: «Después [de las canciones anteriores de Lemonade] de paranoia, ira y venganza, finalmente tenemos una canción que dice la verdad sobre el profundo pozo de sentimientos de Beyoncé. Bañada en órganos psicodélicos y sintéticos y un ritmo de batería propulsor, la pista es directa y proporciona una narrativa alternativa de redención personal. También es el trabajo explicativo [del álbum]». Everett True para The Independent escribió que la canción «ruge como un trueno y amenaza con derrocar gobiernos a su paso». Brittany Spanos y Sarah Grant de Rolling Stone calificaron la canción como «una de las declaraciones políticas más sorprendentes de la carrera [de Beyoncé]».

## Rendimiento en las listas
En su lanzamiento en Lemonade, «Freedom» debutó en la lista Billboard Hot 100 de EE. UU. en el puesto 35 junto con todas las demás pistas del álbum el 2 de mayo de 2016. También entró en la lista de canciones Hot R&B/Hip-Hop en el puesto 21. En Canadá, la canción debutó y alcanzó la posición 60 en el Canadian Hot 100. En la lista de sencillos del Reino Unido, «Freedom» debutó en la posición 40 en la edición de la lista del 5 de mayo de 2016.
La semana siguiente descendió cinco posiciones antes de salir posteriormente. Estableció una posición máxima de 15 en los sencillos R&B del Reino Unido el 12 de mayo de 2016. En Australia, «Freedom» alcanzó el puesto 62 y seis en la lista australiana de sencillos ARIA y en la lista urbana australiana, respectivamente. En Francia, «Freedom» debutó en su posición máxima de 53 el 30 de abril de 2016, pasando un total de tres semanas en la lista de sencillos. Ocupó un lugar más alto en España, donde ascendió al puesto 37 en la lista del país. En la lista belga de sencillos Ultratop en la región de Flandes, «Freedom» alcanzó una posición máxima de 27 en su segunda semana de listas el 14 de mayo de 2016, donde pasó un total de ocho semanas.

## Impacto
La canción se convirtió en un himno para las protestas por la muerte de George Floyd de 2020 y experimentó un aumento posterior del 625 % en las reproducciones, y la canción fue cantada en las protestas, incluso por la actriz y cantante Amber Riley.
En 2024, Beyoncé le dio permiso a Kamala Harris para usar «Freedom» como canción oficial de su campaña presidencial de 2024.

## Interpretaciones en vivo

### 2016

#### Formation World Tour
«Freedom» fue parte del set list de The Formation World Tour, y la primera presentación tuvo lugar en Miami en el Marlins Park el 27 de abril de 2016. La canción fue interpretada durante el acto de clausura del concierto, en un gran charco de agua en el escenario B secundario de la gira. Beyoncé y sus bailarines realizaron un baile coreografiado, chapoteando en el agua.
En el show del 7 de julio de 2016 en Glasgow, Escocia, Beyoncé guardó un momento de silencio por los negros en Estados Unidos que habían sido asesinados por la brutalidad policial. Detrás de ella, la pantalla «monolito» mostraba los nombres de los cientos de personas que habían sido asesinadas por la policía, incluidos Alton Sterling y Philando Castile, que fueron asesinados en los dos días anteriores. Luego cantó una versión a capela de «Freedom».
Liz Tracy de Pitchfork señaló que si bien el tono de la coreografía era «serio y poderoso dado el fuerte mensaje de derechos civiles de la canción», la forma en que los bailarines «salpicaban mientras marchaban y pisoteaban también era divertida, y simplemente increíble de ver, visualmente».

#### Premios BET
Beyoncé interpretó «Freedom» con Kendrick Lamar como tema de apertura en los premios BET 2016 el 26 de junio. Se abrió con una voz en off del discurso «Yo tengo un sueño» de Martin Luther King de 1963 mientras bailarinas marchaban hacia el escenario principal. Para la actuación, Beyoncé estuvo respaldada por bailarines que vestían patrones tribales y realizó una coreografía de pisotones en un charco de agua, similar a la realizada durante The Formation Tour. El escenario estaba iluminado con luces rojas y amarillas, y lleno de pirotecnia y humo. Hacia el final, Lamar se unió a Beyoncé en la piscina, donde realizó su parte y ambos pisotearon el agua. Billboard elogió su actuación por su dinámica e intensa coreografía y temas políticos.
El escritor de Time, Nash Jankins, notó que la interpretación «intensa y completamente coreografiada» de la canción, con el fragmento de King, impulsó a Beyoncé a involucrarse más políticamente en su música. De manera similar, August Brown de Los Angeles Times consideró la interpretación «poderosa, cargada política y estéticamente» y consideró que evocaba conceptos encontrados en Lemonade con sus «inundaciones del huracán Katrina, imágenes de la diáspora africana y las relaciones entre los traumas personales y nacionales». Brown continuó diciendo que la actuación con carga política se produjo en el momento adecuado, cuando las cuestiones del orgullo negro, la xenofobia y la justicia racial eran muy discutidas y terminó su reseña concluyendo que ver actuar a Beyoncé y Lamar fue «una consumación de todo lo bueno y justo en la música pop actual».
Marlow Stern de The Daily Beast, calificó «Freedom» como el «abridor impactante» del programa con sus temas de esclavitud y el movimiento Black Lives Matter, y señaló que ver al dúo actuar juntos era «verdaderamente un espectáculo digno de contemplar». Matthew Dessem, que escribe para la revista Slate, señaló que la actuación «espectacular» era adecuada para ser una ceremonia de apertura olímpica. Elogió a ambos cantantes por estar en su mejor forma, siendo Beyoncé particularmente «nota perfecta» y resumió la actuación como «el raro caso de una artista tan promocionada como Beyoncé que realmente superó las altísimas expectativas».

### 2018

#### Coachella
Más tarde, Beyoncé interpretó «Freedom» durante su actuación en Coachella de 2018, que según Mikael Wood de Los Angeles Times «tenía un ritmo pesado tocado con sousafones»; Luego, la canción pasó a «Lift Every Voice and Sing», comúnmente conocido como el Himno Nacional Negro, cuya letra «representa las pruebas y triunfos de los negros en los Estados Unidos desde el pasaje del medio hasta ahora». Posteriormente, el número se incluyó en la película Homecoming y en el álbum en vivo de 2019. El mismo año, también se presentó durante la On the Run 2 World Tour, la segunda gira coestelar de Beyoncé con su esposo Jay-Z. Para Kelli Skye Fadroski de Pasadena Star-News, la cantante «tiró la casa por la ventana» con el número.

#### Global Citizen Festival
La canción también se incluyó en la lista de canciones para su actuación y la de Jay-Z en el concierto benéfico Global Citizen Festival 2018:  Mandela 100 en Johannesburgo, Sudáfrica, que conmemoró el centenario de Nelson Mandela.

## Créditos y personal
Créditos adaptados de las notas de álbum de Lemonade.
- Escritura - Beyoncé Knowles, Jonny Coffer, Carla Marie Williams, Dean McIntosh, Lamar, Frank Tirado, Alan Lomax, John Lomax
- Producción - Cofre, Beyoncé, Just Blaze
- Producción vocal - Beyoncé
- Mezcla de audio - Stuart White, estudios de grabación Pacifique, North Hollywood, California
- Grabación – Stuart White, Arthur Chambazyan (asistente); The Beehive, Los Ángeles, California
- Segunda ingeniería - Ramón Rivas
- Asistente de ingeniería de mezcla - John Cranfield
- Coros - Arrow Benjamin
- Programación adicional - Boots, Myles William
- Bajo -Marcus Miller
- Piano adicional - Canei Finch
- Masterización - Dave Kutch; The Mastering Palace NYC, Pacifique Recording Studios, North Hollywood, California

## Listas

### Listas semanales
| Listas (2016)                                 | Posición más alta |
| --------------------------------------------- | ----------------- |
| Australia (ARIA)                              | 62                |
| Australia - Urban Singles (ARIA)              | 6                 |
| Bélgica (Flandes) (Ultratop 50)               | 27                |
| Canadá (Canadian Hot 100)                     | 60                |
| Euro Digital Songs (Billboard)                | 15                |
| Escocia (Scottish Singles Sales Chart)        | 26                |
| España (Top 100 Canciones)                    | 37                |
| Estados Unidos (Billboard Hot 100)            | 35                |
| Estados Unidos (Hot R&B/Hip-Hop Songs)        | 21                |
| Francia (SNEP)                                | 53                |
| Irlanda (IRMA)                                | 95                |
| Noruega - Digital Songs (Billboard)           | 10                |
| Reino Unido (UK Singles Chart)                | 40                |
| Reino Unido (UK R&B Chart)                    | 15                |
| Suecia - Heatseeker Songs (Sverigetopplistan) | 5                 |
| Suecia - Digital Songs (Billboard)            | 5                 |

### Listas de fin de año
| Listas (2016)                     | Posición |
| --------------------------------- | -------- |
| Bélgica (Ultratop Flanders Urban) | 23       |

## Historial de lanzamientos
| Región | Fecha                   | Formato | Sello | Ref.   |
| ------ | ----------------------- | ------- | ----- | ------ |
| Italia | 9 de septiembre de 2016 | Airplay | Sony  | [ 48 ] |